# Бастроп (Тексас)
Бастроп (енгл. Bastrop) град је у америчкој савезној држави Тексас. Налази се у округу Бастроп, чије је седиште. По попису становништва из 2010. у њему је живело 7.218 становника.

## Демографија
Према попису становништва из 2010. у граду је живело 7.218 становника, што је 1.878 (35,2%) становника више него 2000. године.
| Група             | 2000.         | 2010.         |
| Белци             | 3.352 (62,8%) | 4.350 (60,3%) |
| Афроамериканци    | 908 (17,0%)   | 892 (12,4%)   |
| Азијати           | 53 (1,0%)     | 93 (1,3%)     |
| Хиспаноамериканци | 948 (17,8%)   | 1.757 (24,3%) |
| Укупно            | 5.340         | 7.218         |